# Inloggad
Inloggad, stiliserat INLOGGAD, är svenska rapparen Havals debutalbum. Albumet släpptes den 25 maj 2020 och producerades av Manny Flaco. Inga andra artister gästar hans låtar.
| Nr           | Titel        | Längd |
| ------------ | ------------ | ----- |
| 1.           | TOKAREV      | 3:35  |
| 2.           | KLASS ETT    | 3:04  |
| 3.           | MED MIG      | 3:10  |
| 4.           | KANDAHAR     | 3:34  |
| 5.           | GUERRA       | 3:13  |
| 6.           | CASABLANCA   | 2:46  |
| 7.           | INLOGGAD     | 3:04  |
| Total längd: | Total längd: | 22:26 |